# Sci nautico ai Giochi mondiali sulla spiaggia
Lo sci nautico è inserito nel programma dei Giochi mondiali sulla spiaggia sin dall'edizione inaugurale che si è svolta nel 2019, comprendendo un torneo maschile e uno femminile nella specialità del salto.

## Edizioni
| Giochi | Anno | Sede | Gare |
| ------ | ---- | ---- | ---- |
| I      | 2019 | Doha | 2    |

## Medagliere complessivo
| Posizione | Paese       | Oro | Argento | Bronzo | Totale |
| --------- | ----------- | --- | ------- | ------ | ------ |
| 1         | Bielorussia | 1   | 1       | 1      | 3      |
| 2         | Russia      | 1   | 0       | 0      | 1      |
| 3         | Finlandia   | 0   | 1       | 0      | 1      |
| 4         | Cile        | 0   | 0       | 1      | 1      |
| Totale    | Totale      | 2   | 2       | 2      | 6      |